# Vaccinium trichocladum
Vaccinium trichocladum là một loài thực vật có hoa trong họ Thạch nam. Loài này được Merr. & F.P. Metcalf miêu tả khoa học đầu tiên năm 1937.